# Bob Mullens
Robert J. "Bob" Mullens (Brooklyn, Nueva York, 1 de noviembre de 1922-Staten Island, Nueva York, 22 de julio de 1989) fue un jugador de baloncesto estadounidense que disputó una temporada en la BAA, además de jugar en la ABL. Con 1,85 metros de estatura, jugaba en la posición de base.

## Trayectoria deportiva

### Universidad
Jugó durante su etapa universitaria con los Rams de la Universidad de Fordham, siendo elegido en 1943 All-American por la Helms Athletic Foundation y la revista Sporting News.

### Profesional
En 1946 fichó por los New York Knicks, con los que promedió 2,9 puntos en 22 partidos. En el mes de enero fue traspasado a los Toronto Huskies a cambio de su excompañero en la universidad, Bob Fitzgerald, donde acabó la temporada promediando 8,5 puntos y 1,3 asistencias por partido.
Al año siguiente los Huskies desaparecieron, siendo elegido en el draft de dispersión por los Washington Capitols, pero no llegó a fichar, marchándose a los Paterson Crescents de la ABL, donde jugaría cuatro temporadas, siendo la más destacada la segunda de ellas, en la que promedió 11,9 puntos por partido.

#### Estadísticas en la BAA

##### Temporada regular
| Temporada | Edad | Equipo          | Liga | P  | TIT | MIN | TC  | TCA  | %TC  | 3P | 3PA | %3P | TL  | TLA | %TL  | R.OF. | R.DEF. | REB | ASIS | ROB | TAP | PER | FP  | PTS |
| 1946-47   | 24   | TOTAL           | BAA  | 54 |     |     | 2.3 | 8.2  | .281 |    |     |     | 1.2 | 1.9 | .627 |       |        |     | 1.0  |     |     |     | 1.7 | 5.8 |
| 1946-47   | 24   | New York Knicks | BAA  | 26 |     |     | 1.0 | 4.0  | .260 |    |     |     | 0.8 | 1.3 | .647 |       |        |     | 0.7  |     |     |     | 1.2 | 2.9 |
| 1946-47   | 24   | Toronto Huskies | BAA  | 28 |     |     | 3.5 | 12.2 | .287 |    |     |     | 1.5 | 2.4 | .618 |       |        |     | 1.3  |     |     |     | 2.2 | 8.5 |
| Total     |      |                 | BAA  | 54 |     |     | 2.3 | 8.2  | .281 |    |     |     | 1.2 | 1.9 | .627 |       |        |     | 1.0  |     |     |     | 1.7 | 5.8 |